# Techmessodes
Techmessodes es un género de escarabajos de la pequeña familia Pyrochroidae. Son endémicas de Nueva Zelanda y parecen ser producto de especiación alopátrica. Tienen una apriencia muy similar a especies del género Techmessa.

## Especies
- Techmessodes picticornis Broun, 1880
- Techmessodes versicolor Broun, 1893